# Jacques Reclus
Jacques Reclus (Le Fleix, 27 de julio de 1796 - Tarbes, 8 de abril de 1882), fue un pastor protestante francés, hijo del labrador Jean Reclus (1760 – 1848) y de Jeanne Virolle (1767 – 1819).
Jacques Reclus comenzó sus estudios en un internado en Burdeos y después llegó a ser bibliotecario en el castillo de Bonzac, residencia del duque Decazes, ministro de Luis XVIII. El duque fue el padrino de Élie Reclus, el segundo hijo de Jacques.
En 1819 emprende los estudios teológicos en la facultad de teología protestante de Montauban y después es consagrado pastor en Nimes el 13 de diciembre de 1821. Jacques ejerció su ministerio en La Roche-Chalais donde más tarde se casaría.
El 4 de junio de 1831 dimite de sus funciones de pastor a sueldo del estado y de profesor del colegio protestante de Sainte-Foy-la-Grande para dedicarse a la dirección de una comunidad evangélica libre en Castétarbe.
En 1850 Jacques creó un asilo de ancianos en Orthez. Al final de 1858 se dirigió a Inglaterra para tratar de obtener subsidios para la institución pero al no lograrlo acoge él mismo a los internos en su propia casa, en un granero que transformó en dormitorio común.
Bajo una apariencia de rudeza se escondía un ser sensible que sufrió de manera especial ante el alejamiento religioso que manifestaron sus hijos, de manera más acusada Élie y Élisée.
Contrajo matrimonio en 1824 con Zéline Trigant(1805–1897). De los 18 hijos de esta unión sobrevivieron catorce:
- Suzanne Louise Zéline Reclus (1824-1844); esposa de Pierre Faure y madre de Élie Faure ( 1873- 1937), médico, historiador del arte y ensayista;
- Élie Reclus (1827-1904), periodista y etnólogo ; militante anarquista;
- Élisée Reclus (1830-1905), geógrafo ; militante anarquista ;
- Loïs Reclus (1832-1917) ;
- Marie Reclus (1834-1918) ;
- Zéline Reclus (1836-1911) ;
- Onésime Reclus (1837-1916), geógrafo ;
- Louise Reclus (1839-1917) ;
- Noémi Reclus (1841-1915) , feminista;
- Armand Reclus (1843-1927), ingeniero naval y oficial de marina ;
- Anna Reclus (1844-1851) ;
- Clémence Reclus (1845-1937) ;
- Paul Reclus (1847-1914), cirujano; militante anarquista.
- Johanna Reclus.

## Publicaciones
- Escenas de una pobre vida ; Pau, 1858